# WoO
L'acrònim WoO, de Werk ohne Opuszahl ("Obra sense número"), són les lletres que seguides d'un número determinat s'usen per a identificar de forma única les composicions musicals que no tenen un nombre d'opus. La catalogació WoO s'usa habitualment en les obres de Ludwig van Beethoven, i foren assignades per Georg Kinsky i Hans Halm en el seu catàleg de 1955; (per exemple, Per a Elisa, és la WoO 59). La catalogació també s'usa per a obres d'altres autors, com Brahms o Schumann.